# أونا (الهند)
اونا رمزها «UNA» (بالإنجليزية: Una)‏ ، هو تقسيم إداري لدولة الهند تتبع ولاية هيماجل برديش (بالإنجليزية: Himachal  Pradesh)‏ ، مركزها هو مدينة اونا (الهند) (بالإنجليزية: Una)‏ عدد سكانها حسب تعداد سنة 2001 هو 447,967 ، مساحتها 1,540 كم² وكثافة السكان 291 لكل كم² .

## المناخ
يظهر الجدول التالي التغييرات المناخية على مدار السنة لأونا:
| البيانات المناخية لـأونا                | البيانات المناخية لـأونا | البيانات المناخية لـأونا | البيانات المناخية لـأونا | البيانات المناخية لـأونا | البيانات المناخية لـأونا | البيانات المناخية لـأونا | البيانات المناخية لـأونا | البيانات المناخية لـأونا | البيانات المناخية لـأونا | البيانات المناخية لـأونا | البيانات المناخية لـأونا | البيانات المناخية لـأونا | البيانات المناخية لـأونا |
| الشهر                                   | يناير                    | فبراير                   | مارس                     | أبريل                    | مايو                     | يونيو                    | يوليو                    | أغسطس                    | سبتمبر                   | أكتوبر                   | نوفمبر                   | ديسمبر                   | المعدل السنوي            |
| --------------------------------------- | ------------------------ | ------------------------ | ------------------------ | ------------------------ | ------------------------ | ------------------------ | ------------------------ | ------------------------ | ------------------------ | ------------------------ | ------------------------ | ------------------------ | ------------------------ |
| الدرجة القصوى °م (°ف)                   | 31.0 (87.8)              | 34.2 (93.6)              | 39.4 (102.9)             | 43.2 (109.8)             | 45.2 (113.4)             | 45.2 (113.4)             | 42.2 (108.0)             | 38.4 (101.1)             | 38.6 (101.5)             | 35.6 (96.1)              | 33.4 (92.1)              | 28.2 (82.8)              | 45.2 (113.4)             |
| متوسط درجة الحرارة الكبرى °م (°ف)       | 19.5 (67.1)              | 22.2 (72.0)              | 26.6 (79.9)              | 33.2 (91.8)              | 37.2 (99.0)              | 37.8 (100.0)             | 33.5 (92.3)              | 32.4 (90.3)              | 32.5 (90.5)              | 30.6 (87.1)              | 27.0 (80.6)              | 21.9 (71.4)              | 29.5 (85.1)              |
| متوسط درجة الحرارة الصغرى °م (°ف)       | 4.0 (39.2)               | 5.8 (42.4)               | 9.6 (49.3)               | 13.8 (56.8)              | 18.8 (65.8)              | 21.9 (71.4)              | 23.0 (73.4)              | 22.8 (73.0)              | 21.0 (69.8)              | 14.1 (57.4)              | 8.5 (47.3)               | 4.4 (39.9)               | 14.0 (57.2)              |
| أدنى درجة حرارة °م (°ف)                 | −5.8 (21.6)              | −1.6 (29.1)              | 3.0 (37.4)               | 6.7 (44.1)               | 8.6 (47.5)               | 14.7 (58.5)              | 17.0 (62.6)              | 16.3 (61.3)              | 13.4 (56.1)              | 5.1 (41.2)               | 1.8 (35.2)               | −2.4 (27.7)              | −5.8 (21.6)              |
| معدل هطول الأمطار مم (إنش)              | 38.9 (1.53)              | 43.2 (1.70)              | 43.1 (1.70)              | 23.6 (0.93)              | 42.0 (1.65)              | 86.5 (3.41)              | 397.2 (15.64)            | 333.0 (13.11)            | 189.7 (7.47)             | 16.7 (0.66)              | 14.4 (0.57)              | 28.4 (1.12)              | 1٬256٫6 (49.47)          |
| متوسط الأيام الممطرة                    | 2.4                      | 3.8                      | 3.6                      | 1.4                      | 3.2                      | 5.1                      | 11.3                     | 11.5                     | 5.7                      | 1.1                      | 1.1                      | 1.5                      | 51.6                     |
| المصدر: India Meteorological Department |                          |                          |                          |                          |                          |                          |                          |                          |                          |                          |                          |                          |                          |